# Migmacastor
Migmacastor là một chi đã tuyệt chủng trong họ Hải ly, chỉ được biết đến từ mẫu vật của 1 loài có danh pháp Migmacastor procumbodens. Mẫu vật duy nhất được thông báo là một hộp sọ có niên đại khoảng Hậu Oligocen hay Tiền Miocen ở Nebraska. Các đặc trưng của các răng cửa của Migmacastor chỉ ra rằng chúng được sử dụng để đào bới. Các loài hải ly tuyệt chủng khác, bao gồm cả chi Palaeocastor được biết đến nhiều hơn, cũng là động vật đào bới, nhưng Korth & Rybczynski (2003) gợi ý rằng Migmacastor có thể đã trở thành động vật đào bới một cách độc lập.